# Чондон
 Чондо́н (Чондоон) — река в России. Протекает по территории Усть-Янского района Якутии.
Длина реки составляет 606 км. Площадь водосборного бассейна — 18900 км². По площади бассейна Чондон занимает 12-е место среди рек Якутии и 59-е — в России.
Берёт исток на северных склонах Селенняхского хребта. Протекает в основном по Яно-Индигирской низменности в меридиональном направлении, в среднем и нижнем течении по сильно заболоченной местности. Впадает в Чондонскую губу Янского залива моря Лаптевых.
Река замерзает в октябре и остаётся под ледяным покровом до июня. Питание снеговое и дождевое. Среднемноголетний расход воды в устье 20 м³/с (объём стока 0,631 км³/с).
В устье реки обитают муксун, нельма, омуль, ряпушка.
В бассейне реки Чондон у подножья Полуосного кряжа, в 66 км к юго-западу от посёлка Тумат был найден чондонский мамонт, умерший в возрасте 47-50 лет.

## Притоки
Объекты перечислены по порядку от устья к истоку.
- 54 км: Поварня
- 100 км: Биллээх
- 108 км: Ыт-Айаана
- 126 км: Нуучча
- 144 км: Тогуста
- 169 км: Ныктыыр-Сээнэ
- 179 км: Василий-Сээнэ
- 220 км: Додомо
- 231 км: Етёх
- 263 км: Улахан-Сээн
- 270 км: река без названия
- 277 км: Эйгэллэх-Сээнэ
- 310 км: Кыра-Ыгаанньа
- 320 км: Диринг-Юрэх
- 334 км: река без названия
- 346 км: Кыыччалаах
- 354 км: Буор-Юрэх
- 365 км: Ыгаанньа
- 402 км: Правая
- 409 км: Хоспохчоон
- 417 км: река без названия
- 447 км: река без названия
- 454 км: река без названия
- 481 км: Хотонноох
- 486 км: Тиигээн-Юрэгэ
- 498 км: Арангасчаан
- 505 км: Суланачан
- 512 км: Нуучча-Юрэгэ
- 517 км: Сюрюгэ
- 526 км: Немекиль
- 534 км: Кысылчаан
- 536 км: Гондосала
- 544 км: Арангасчаан
- 546 км: Киска
- 549 км: Тас-Юрях
- 550 км: Арбыннаах
- 552 км: Ойгаях
- 553 км: Салайанчаан
- 562 км: Мээминдэ
- 568 км: Огонньор-Юрэгэ
- 571 км: Нуа
- 574 км: Сюрэгэ
- 581 км: Ниж. Илин-Юрэх
- 585 км: Верх. Илин-Юрэх
- 589 км: Елюгюйэ
- 599 км: Барса